# Campionati mondiali di volo con gli sci 2004
I Campionati mondiali di volo con gli sci 2004, diciottesima edizione della manifestazione, si svolsero dal 20 al 22 marzo a Planica, in Slovenia, e contemplarono esclusivamente gare maschili. Per la prima volta l'individuale fu affiancata da una seconda prova, a squadre.

## Risultati

### Individuale
| Posizione | Atleta              | Nazione   | Punti |
| --------- | ------------------- | --------- | ----- |
| 1         | Roar Ljøkelsøy      | Norvegia  | 832,1 |
| 2         | Janne Ahonen        | Finlandia | 814,1 |
| 3         | Tami Kiuru          | Finlandia | 813,0 |
| 4         | Georg Späth         | Germania  | 808,8 |
| 5         | Tommy Ingebrigtsen  | Norvegia  | 807,2 |
| 6         | Bjørn Einar Romøren | Norvegia  | 798,7 |

Trampolino: Letalnica

4 serie di salti

### Gara a squadre
| Posizione | Nazione   | Atleti                                                                 | Punti  |
| --------- | --------- | ---------------------------------------------------------------------- | ------ |
| 1         | Norvegia  | Bjørn Einar Romøren Sigurd Pettersen Tommy Ingebrigtsen Roar Ljøkelsøy | 1711,8 |
| 2         | Finlandia | Tami Kiuru Veli-Matti Lindström Matti Hautamäki Janne Ahonen           | 1704,1 |
| 3         | Austria   | Andreas Widhölzl Andreas Goldberger Wolfgang Loitzl Thomas Morgenstern | 1620,8 |
| 4         | Germania  | Michael Uhrmann Martin Schmitt Georg Späth Sven Hannawald              | 1606,4 |
| 5         | Giappone  | Akira Higashi Daiki Itō Hideharu Miyahira Noriaki Kasai                | 1574,5 |
| 6         | Slovenia  | Primož Peterka Bine Zupan Rok Benkovič Robert Kranjec                  | 1503,4 |

Trampolino: Letalnica

2 serie di salti

## Medagliere per nazioni
| Posizione | Nazione   | Oro | Argento | Bronzo | Totale |
| --------- | --------- | --- | ------- | ------ | ------ |
| 1         | Norvegia  | 2   | 0       | 0      | 2      |
| 2         | Finlandia | 0   | 1       | 2      | 3      |
| 3         | Austria   | 0   | 0       | 1      | 1      |